# Melanie Stansbury
Pour les articles homonymes, voir Stansbury.
Melanie Stansbury, née le 31 janvier 1979 à Farmington (Nouveau-Mexique), est une femme politique américaine. Membre du Parti démocrate, elle siège à la Chambre des représentants des États-Unis pour le 1er district du Nouveau-Mexique depuis le 14 juin 2021.

## Biographie

### Jeunesse et études
Melanie Stansbury naît à Farmington dans le nord-ouest du Nouveau-Mexique, puis grandit à Albuquerque. Elle est diplômée de la Cibola High School en 1997, avant de recevoir un Bachelor of Arts en écologie humaine et sciences naturelles du Collège Saint Mary de Californie en 2002,. Par la suite, elle reçoit un Master of Science en sociologie du développement de l'université Cornell en 2007.

### Carrière privée et premiers engagements publics
Elle commence sa carrière au Musée d'histoire naturelle et des sciences du Nouveau-Mexique.
En tant que White House Fellow, elle travaille comme conseillère au Council on Environmental Quality (en), au sein du Bureau exécutif du président. Elle est également consultante aux Laboratoires Sandia du département de l'Énergie des États-Unis et ensuite examinatrice de programmes au Bureau de la gestion et du budget sous l'administration Obama. Elle travaille au sein du personnel de la commission sénatoriale sur l'énergie et les ressources naturelles et en tant qu'assistante de la sénatrice Maria Cantwell.
À partir de 2017, elle travaille comme consultante et conseillère principale au Utton Transboundary Resources Center de l'université du Nouveau-Mexique, à Albuquerque.

### Représentante du Nouveau-Mexique
Melanie Stansbury siège à la Chambre des représentants du Nouveau-Mexique de 2019 à 2021 pour le 28e district de l'État. Sans adversaire à la primaire démocrate en 2018, elle bat le sortant républicain, Jimmie C. Hall, candidat à un huitième mandat, dans un contexte de vague électorale favorable aux démocrates. Elle concerne son travail parlementaire sur les questions d'énergie et d'eau,.

### Représentante des États-Unis
Elle se présente à l'élection partielle du 1er juin 2021 dans le 1er district congressionnel de l'État, déclenchée à la suite de la démission de Deb Haaland, nommée secrétaire à l'Intérieur des États-Unis dans l'administration du président Joe Biden.
Elle remporte la primaire interne du Parti démocrate par six votes au second tour (103 voix face à 97), face à Antoinette Sedillo Lopez, élue au Sénat du Nouveau-Mexique depuis 2019, qui la devance largement au premier tour (43 voix face à 74). Cependant, s'agissant d'une élection partielle, le scrutin primaire n'inclut que les votes des dirigeants locaux du parti et non ceux des militants. Le jour de l'élection, Melanie Stansbury défait facilement Mark Moores, candidat du Parti républicain et élu au Sénat du Nouveau-Mexique depuis 2013, avec 60,4 % des voix.